# Malmiana diminuta
Malmiana diminuta är en ringmaskart som beskrevs av Burreson 1977. Malmiana diminuta ingår i släktet Malmiana och familjen fiskiglar. Inga underarter finns listade i Catalogue of Life.